# Godfried I van Joinville
Godfried I van Joinville (overleden in 1080) was van 1060 tot aan zijn dood heer van Joinville. Hij behoorde tot het huis Joinville.

## Levensloop
Godfried was de zoon van Stefanus van Vaux, de eerste heer van Joinville, en diens onbekend gebleven echtgenote, een dochter van graaf Engelbert II van Brienne. Rond 1060 volgde hij zijn vader op als heer van Joinville. Hij wordt ook beschouwd als graaf van Joigny, maar het is niet honderd procent zeker of hij deze functie daadwerkelijk uitoefende.
Rond 1055 viel hij het graafschap Bolenois binnen, dat toen in handen was van de heren van Sexfontaines. Bij een veldslag werd Godfried echter verslagen en gevangengenomen, terwijl zijn zoon Hilduin sneuvelde. Net als zijn vader pleegde hij in de Champagnestreek rooftochten om kerkelijke goederen te veroveren, waardoor hij door paus Leo IX bedreigd werd met excommunicatie. Op het einde van zijn leven gaf hij echter grote delen van de veroverde bezittingen en eigendommen terug aan de oorspronkelijke eigenaars. 
Godfried I van Joinville overleed rond 1080 en werd opgevolgd door zijn zoon Godfried II van Joinville.

## Huwelijk en nakomelingen
Godfried was gehuwd met Blanche, dochter van graaf Arnulf van Reynel. Ze kregen volgende kinderen:
- Hilduin (overleden rond 1055)
- Godfried II (overleden in 1096), heer van Joinville
- Reinoud (overleden na 1096), mogelijk dezelfde persoon als graaf Reinoud II van Joigny
- Stefanus (overleden in 1124), abt van de benedictijnenabdij in Bèze